# Rob Bottin
Robin R. Bottin (El Monte, Califonia, 1 de Abril de 1959) é um artista de efeitos especiais estadunidense. Conhecido por suas colaborações com diretores como John Carpenter e Paul Verhoeven, Bottin trabalhou com Carpenter em ambos A Bruma Assassina e O Enigma de Outro Mundo e com Verhoeven em Robocop, O Vingador do Futuro e Instinto Selvagem. Seus outros créditos no cinema incluem Viagem Insólita, Medo e Delírio e Clube da Luta.
Bem respeitado em seu campo da maquiagem protética (mais conhecido como efeitos especiais de maquiagem), Bottin foi nomeado para um prêmio Oscar em 1987 de melhor maquiagem por seu trabalho nos efeitos especiais de maquiagem do filme A Lenda do diretor Ridley Scott, que lhe valeu, e foi premiado com um Special Achievement Award para os prêmio da Academia de 1991. Ele tem duas nomeações ao prêmio BAFTA e ganhou dois prêmio Saturn Awards com mais cinco indicações.